# Giovanni Domenico Zucchinetti
Giovanni Domenico Zucchinetti (Suna, 1735 – dopo il 1801) è stato un organista italiano, fratello di Giovan Bernardo Zucchinetti.

## Biografia
Membro di una famiglia di musicisti attiva nella Lombardia centro-orientale, quasi nulla si conosce della sua vita. Nel 1765 succedette al fratello Giovanni Bernardo nelle posizioni di maestro di cappella e organista del Duomo di Varese e del Duomo di Monza.
Tra i suoi allievi ebbe la futura cantante contralto Giuseppina Grassini.
| Controllo di autorità | VIAF (EN) 315981047 · CERL cnp02124728 · Europeana agent/base/43463 · GND (DE) 1072249561 |